# کلمت ایجنسی (اورگن)
کلمت ایجنسی (به انگلیسی: Klamath Agency) یک منطقهٔ مسکونی در ایالات متحده آمریکا است که در شهرستان کلاماث، اورگن واقع شده‌است. کلمت ایجنسی ۱٬۲۷۴٫۰۸ متر بالاتر از سطح دریا واقع شده‌است.